# Matt Cowdrey
Matthew John Cowdrey –conocido como Matt Cowdrey– (Adelaida, 22 de diciembre de 1988) es un deportista australiano que compitió en natación adaptada. Ganó 23 medallas en los Juegos Paralímpicos de Verano entre los años 2004 y 2012.

## Palmarés internacional
| Juegos Paralímpicos | Juegos Paralímpicos   | Juegos Paralímpicos | Juegos Paralímpicos          |
| Año                 | Lugar                 | Medalla             | Prueba                       |
| ------------------- | --------------------- | ------------------- | ---------------------------- |
| 2004                | Atenas (Grecia)       | Medalla de oro      | 100 m libre S9               |
| 2004                | Atenas (Grecia)       | Medalla de oro      | 200 m estilos SM9            |
| 2004                | Atenas (Grecia)       | Medalla de oro      | 4 × 100 m estilos (34 ptos.) |
| 2004                | Atenas (Grecia)       | Medalla de plata    | 100 m mariposa S9            |
| 2004                | Atenas (Grecia)       | Medalla de plata    | 4 × 100 m libre (34 ptos.)   |
| 2004                | Atenas (Grecia)       | Medalla de bronce   | 50 m libre S9                |
| 2004                | Atenas (Grecia)       | Medalla de bronce   | 400 m libre S9               |
| 2008                | Pekín (China)         | Medalla de oro      | 50 m libre S9                |
| 2008                | Pekín (China)         | Medalla de oro      | 100 m libre S9               |
| 2008                | Pekín (China)         | Medalla de oro      | 100 m espalda S9             |
| 2008                | Pekín (China)         | Medalla de oro      | 200 m estilos SM9            |
| 2008                | Pekín (China)         | Medalla de oro      | 4 × 100 m estilos (34 ptos.) |
| 2008                | Pekín (China)         | Medalla de plata    | 100 m mariposa S9            |
| 2008                | Pekín (China)         | Medalla de plata    | 400 m libre S9               |
| 2008                | Pekín (China)         | Medalla de plata    | 4 × 100 m libre (34 ptos.)   |
| 2012                | Londres (Reino Unido) | Medalla de oro      | 50 m libre S9                |
| 2012                | Londres (Reino Unido) | Medalla de oro      | 100 m libre S9               |
| 2012                | Londres (Reino Unido) | Medalla de oro      | 100 m espalda S9             |
| 2012                | Londres (Reino Unido) | Medalla de oro      | 200 m estilos SM9            |
| 2012                | Londres (Reino Unido) | Medalla de oro      | 4 × 100 m libre (34 ptos.)   |
| 2012                | Londres (Reino Unido) | Medalla de plata    | 100 m braza SB8              |
| 2012                | Londres (Reino Unido) | Medalla de plata    | 100 m mariposa S9            |
| 2012                | Londres (Reino Unido) | Medalla de bronce   | 4 × 100 m estilos (34 ptos.) |